# Erica coronanthera
Erica coronanthera är en ljungväxtart som beskrevs av Robert Harold Compton. Erica coronanthera ingår i släktet klockljungssläktet, och familjen ljungväxter. Inga underarter finns listade i Catalogue of Life.